# 小行星216261
小行星216261（216261 Mapihsia），臨時編號2006 WJ15，是一顆位於小行星帶的小行星。由鹿林天文台於2006年11月16日由該台觀測助理張敏悌和当时就讀廣州中山大學的天文愛好者葉泉志發現。
該小行星以第一發現者張敏悌的母親馬碧霞命名。